# 王继平
王继平（？—），中国共产党党员、政治人物、军事人物、中国人民解放军少将。

## 生平
历任济南军区司令部军训和兵种部部长、陆军第五十四集团军副军长、东海舰队副参谋长、陆军第七十三集团军副军长。2019年任河北省军区司令员。2022年4月任中共河北省委委员、常委。
2013年12月晋升少将军衔。